# Disclisioprocta foedata
Disclisioprocta foedata är en fjärilsart som beskrevs av W. Warren 1900. Disclisioprocta foedata ingår i släktet Disclisioprocta och familjen mätare. Inga underarter finns listade i Catalogue of Life.